# 초당 피해
초당 피해는 딜러가 적에게 피해를 줬을 때 독이나 화상 피해 등의 디버프를 적에게 걸어 피해를 주는 것을 가리키는 단어이다. 도트 대미지나 도트 댐이라고도 불린다.

## 설명
딜러가 적들한테 초당 피해를 걸면 일정 시간이 지날 때마다 적들은 피해를 입는다. 초당 피해에는 턴 수라는 것이 존재하며 만약 5턴 동안 모든 적들이 5턴 동안 500의 화상 피해나 독 피해를 입는다고 한다면 1턴 동안 100의 화상 피해나 독 피해를 입는 것이 초당 피해에 대한 자세한 설명이 된다. 초당 피해를 주는 캐릭터들은 주로 딜러에 많이 포진되어 있으며 화염 공격을 하는 딜러 캐릭터 등이 초당 피해를 많이 입힌다.

## 같이 보기
- 비디오 게임
- 딜러